# 다마데역 (오사카부)
다마데역(일본어: 玉出駅, たまでえき)은 일본 오사카부 오사카시 니시나리구에 있는 철도역이다.나라의 다마데역과는 관계 없다.
다마는 일본어로 옥을 뜻한다. 일본어로 다마가 구슬인데 구슬이 한자로 옥이기 때문에 옥출역이 되었고 그것을 일본어로 하여 다마데역이 된 것이다.

## 타는 곳
| 1 | ■ 요쓰바시선 | 기타카가야·스미노에코엔 방면        |
| 2 | ■ 요쓰바시선 | 다이코쿠초·요쓰바시·니시우메다 방면 |

## 역세권 정보
- 난카이선 기시노사토다마데 역
- 난카이선 고하마 역
- 국도 제26호선
- 다마데혼도리 상점가

## 역사
- 1958년 5월 31일: 기시노사토 ~ 당역 간 영업 개시, 시종착역이 됨.
- 1972년 11월 9일: 당역 ~ 스미노에코엔 간 영업 개시, 중간역이 됨.

## 인접역
| ■ 오사카 메트로 요쓰바시선     | ■ 오사카 메트로 요쓰바시선 | ■ 오사카 메트로 요쓰바시선       |
| ------------------------------ | -------------------------- | -------------------------------- |
| Y18 기시노사토 니시우메다 방면 |                            | 기타카가야 Y20 스미노에코엔 방면 |